# Calma Aí, Coração - Ao Vivo
| Críticas profissionais | Críticas profissionais |
| Avaliações da crítica  | Avaliações da crítica  |
| Fonte                  | Avaliação              |
| ---------------------- | ---------------------- |
| Território da Música   | [ 3 ]                  |

Calma Aí, Coração - Ao Vivo é o sétimo DVD e o oitavo álbum ao vivo do músico brasileiro Zeca Baleiro.

## O Álbum
O álbum, lançado no dia 20 de Fevereiro de 2014 sob o selo Som Livre, traz imagens e som de um show da turnê do álbum O Disco do Ano realizado no espaço Vivo Rio. Além de ser composto por 8 faixas do álbum O Disco do Ano, de 2012, os destaques do álbum ficam por conta das versões das canções "Maresia" - sucesso da cantora Marina Lima - e "Price Tag" - da cantora britânica Jessie J. O álbum contém ainda a inédita "Funk da Lama".
Em 2014, foi indicado ao Grammy Latino de Melhor Álbum de Música Popular Brasileira, sendo que a faixa título foi indicada ao mesmo prêmio na categoria Melhor Canção Brasileira.

## Faixas

### CD
1. "O Desejo"
2. "Último Post"
3. "Calma Aí, Coração"
4. "Disritmia"
5. "Nada Além"
6. "O Amor Viajou"
7. "Maresia"
8. "Price Tag"
9. "Quase Nada"
10. "Zás"
11. "Ela Não Se Parece Com Ninguém"
12. "Funk Da Lama"
13. "A Maçã" (faixa bônus)
14. "Price Tag" [Versão Estúdio] (faixa bônus)

### DVD
1. "O Desejo"
2. "Último Post"
3. "Calma Aí, Coração"
4. "Disritmia "
5. "Nada Além"
6. "O Amor Viajou"
7. "Maresia "
8. "Price Tag"
9. "Quase Nada "
10. "Zás"
11. "Ela Não Se Parece Com Ninguém"
12. "Funk da Lama"
13. "Babylon / Alma Não Tem Cor "
14. "Mamãe no Face"

#### Extras do DVD
Nos extras do DVD encontram-se os clipes das canções "Mamãe no Face", "Meu Amigo Enock", "Tattoo" (vídeo do fã) e "Calma Aí, Coração", mais conversas e músicas com os parceiros Frejat, Hyldon, Kana, Lúcia Santos e Wado.

## Músicos
- Zeca Baleiro - Voz, violões
- Kuki Stolarski - violões
- Adriano Magoo - cajón e vocais
- Pedro Cunha - metalofone
- Tuco Marcondes - gaita
- Fernando Nunes - baixo

## Prêmios e Indicações

### Álbum
| Ano  | Prêmio        | Categoria             | Resultado | Ref.        |
| ---- | ------------- | --------------------- | --------- | ----------- |
| 2014 | Grammy Latino | "Melhor Álbum de MPB" | Indicado  | [ 6 ] [ 7 ] |

### Músicas
| Ano  | Prêmio        | Categoria                  | Indicação         | Resultado | Ref.        |
| ---- | ------------- | -------------------------- | ----------------- | --------- | ----------- |
| 2014 | Grammy Latino | "Melhor Canção Brasileira" | Calma Aí, Coração | Indicado  | [ 6 ] [ 7 ] |